# تازه‌کند چناق
تازه‌کند چناق یک روستا در ایران است که در استان اردبیل واقع شده‌است. تازه‌کند چناق ۹۲ نفر جمعیت دارد.